# Мельников, Павел Петрович
Павел Петрович Мельников (22 июля [3 августа] 1804, Москва — 22 июля [3 августа] 1880, Любань) — русский государственный деятель, учёный-механик, инженер-генерал, один из авторов проекта железной дороги Санкт-Петербург — Москва, первый министр путей сообщения Российской империи (1865—1869).

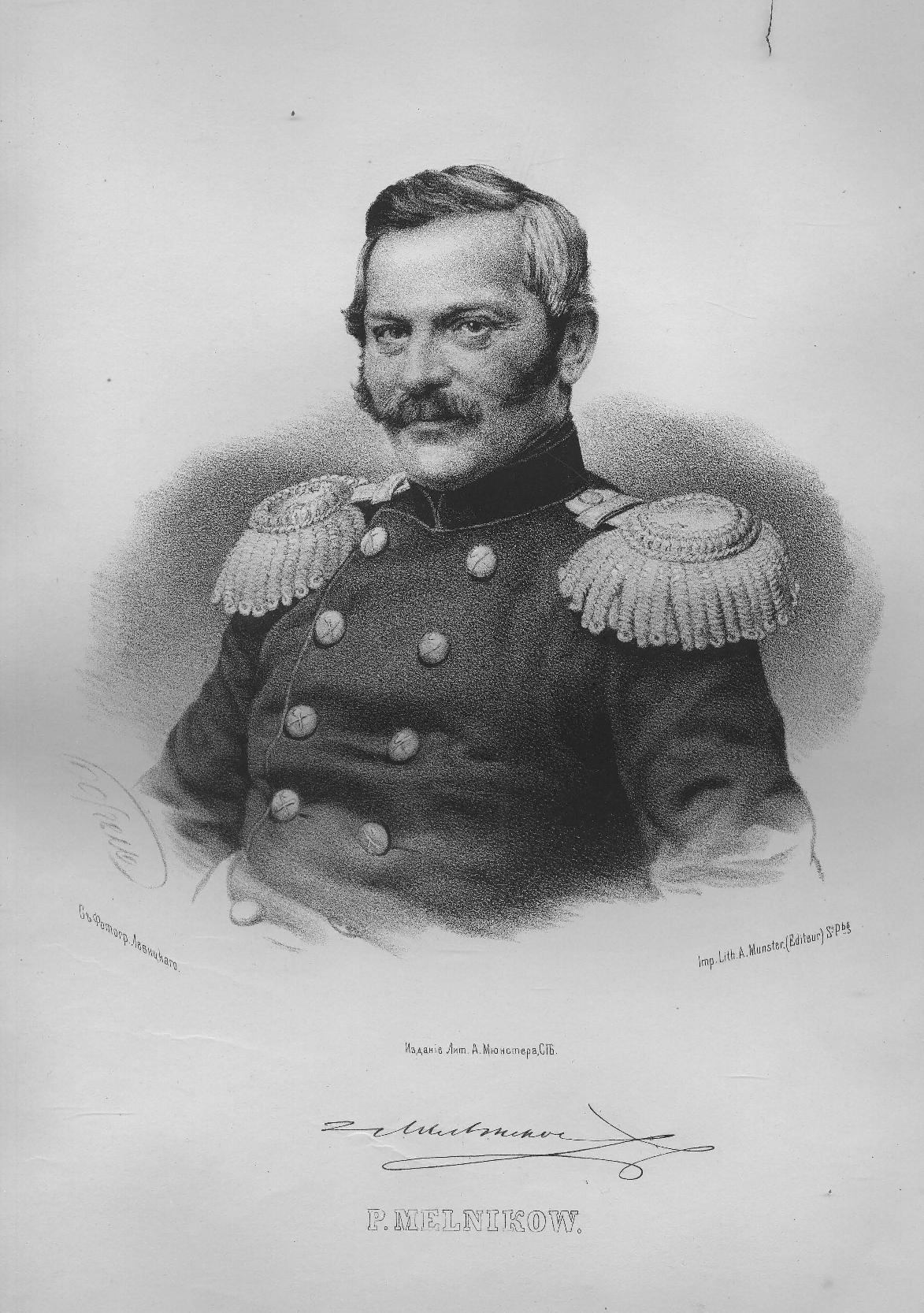
П. П. Мельников, 1865

## Биография
Из дворян, сын коллежского асессора. Барон А. И. Дельвиг (позже — сослуживец Мельникова) в своих мемуарах сообщил, что Павел Петрович и его младший брат Алексей Петрович были побочными детьми обер-шталмейстера Петра Никифоровича Беклемишева (1770—1852), который затем выдал их мать замуж за чиновника Петра Петровича Мельникова (ум. 1820). В служебных формулярах Павла Петровича указывалось: «из дворян, крестьян не имеет».

### Образование
Учился в Благородном пансионе В. Кряжева в Москве (1818—1820; окончил «с отличным старанием»). В 1820 году был зачислен в Военно-строительную школу при Институте Корпуса инженеров путей сообщения.
Курс школы он окончил 28 октября (10 ноября) 1822 года; первым по успеваемости), выпущен прапорщиком в Строительный отряд. Уже в годы студенчества в летнее время Мельников выезжал для изыскательских работ. И сразу после школы его приняли на третий курс Института корпуса инженеров путей сообщения. 15 (27) июня 1823 года был переведён в Корпус инженеров путей сообщения, с 15 (27) июля 1824 года — подпоручик. Выпущен из института 14 (26) июля 1825 года поручиком («за успехи в науках»: также был первым по успеваемости). За отличные успехи его фамилия была занесена на мраморную доску наиболее талантливых воспитанников, а затем ему предложили преподавательскую работу: 3 (15) августа того же года назначен в институт репетитором по курсу прикладной механики. С 1833 года: утверждён профессором курса прикладной механики, заведующим кафедрой в Институте Корпуса инженеров путей сообщения.

### Первые проекты: гидростроение
27 марта (8 апреля) 1826 года П. П. Мельников был командирован для занятий по проекту улучшения Волховских порогов (за что 21 апреля (3 мая) был удостоен Монаршего благоволения).
19 апреля 1828 года Мельников был командирован для ведения работ по улучшению судоходства через Кокенгаузенские пороги Западной Двины (Даугавы).
В поле его зрения попало и строительство Динабургской крепости, начатое после Отечественной войны 1812 года: дело в том, что укрепление строилось у крутого изгиба реки, сильно разливавшейся из-за ледяных заторов в весеннее половодье. Первое катастрофическое наводнение стратегический объект пережил в 1816 году, после чего поменялось руководство строительством крепости, да и сами планы застройки были серьёзно скорректированы. Историк и краевед О. Н. Пухляк писал:

В 1821 году император дал распоряжение Департаменту путей сообщения разработать способ защиты Динабургской крепости от наводнений. Глыбы гранита, которыми обложили внешние валы, должны были защищать не только от ядер противника, но и от ледохода. На глубине 1,5—2 метров были проложены стоки, обложенные камнем и дорогостоящим цинком. Однако в апреле 1829 года вода в Западной Двине поднялась более чем на 8 метров и хлынула через валы, поскольку лед в низовьях ещё не вскрылся, а вода из верховьев продолжала поступать. Она затопила крепость, пришлось отправить два баркаса для спасения тонущих. В воде оказалось и одно из предместий Динабурга — находившийся в низине Большой Форштадт.

Мельников начал изыскательские работы для подготовки проекта защиты Динабурга от наводнений.
6 (18) декабря 1829 года он был произведён в капитаны, а 23 февраля 1830 года назначен управляющим «работами по улучшению судоходства через Кокенгаузенские пороги и изысканиями по соединению рек Западная Двина и Ловать».
8 ноября 1830 года он представил Совету путей сообщения «Записку о причинах наводнений реки Западная Двина и о способе предотвращения от вредного влияния оных города Динабурга». Прежде всего, выполняя свою задачу по обеспечению судоходства, инженер позаботился, чтобы проект сохранил бы уровень воды в реке.
Павел Петрович предложил возвести специальную дамбу протяжённостью около 7 км, ограждающую крепость и форштадты города со стороны реки, у прибрежных фортов крепости одновременно с постройкой дамбы произвести насыпку гласиса на полную высоту, а также укрепить его подошву прочной набережной со шпунтовыми сваями. Для спуска снеговой или дождевой воды, которая могла бы накапливаться в замкнутом дамбой бассейне, Мельников спроектировал в устьев реки Шуницы при впадении в Двину, два шлюза. Для повышения обороноспособности Мельников спроектировал каналы, по которым паводковые воды заполняли крепостные рвы, делая стены цитадели неприступными для пехоты противника. А при наводнении насыпь могла служить также хорошей и безопасной дорогой для сообщения с левым берегом Двины.
Проект Мельникова был принят, однако его реализацию задержало вспыхнувшее польское восстание (1830). В 1832 году расчёты Павла Петровича по сооружению защиты Динабурга от наводнений были напечатаны в качестве научной работы. Строительные работы по дамбе начались в 1833 году и были завершены в 1841 году. На верхнем участке дамбы было устроено шоссе, включённое в Петербургско-Ковенский тракт. Позднее вдоль дамбы начали строить дома, так образовывалась Шоссейная улица.

### Основатель железных дорог
В 1835 году вышел в свет академический труд П. П. Мельникова — книга «О железных дорогах», в которой были доказаны экономическая целесообразность и техническая возможность строительства стальных магистралей в России. Это привлекло внимание Николая I. Экспериментальным проектом стало строительство железной дороги между Петербургом и Царским Селом. Мельников вошёл в состав комиссии, рассматривавшей этот проект.
Запуск железной дороги произвёл на современников такое впечатление, что, в частности, композитор М. И. Глинка отразил его в музыке, на которую поэт Кукольник написал затем текст; так возникла «Попутная песня» — первое в русской литературе произведение на железнодорожную тему.
Перед началом масштабного общегосударственного строительства П. П. Мельникова командировали изучать железнодорожное дело в Западную Европу; итогом стал отчёт более чем на полутора тысячах страниц. В 1839 году, уже будучи профессором Института Корпуса инженеров путей сообщения, Мельников был направлен в США.
В марте 1841 года Николай I приказал учредить комиссию для составления проекта железной дороги между Санкт-Петербургом и Москвой. Председателем комиссии был назначен А. Х. Бенкендорф, в числе других в неё вошли Мельников и Крафт. В сентябре 1841 года комиссия представила доклад-проект с финансово-экономическими расчётами постройки и эксплуатации железной дороги, показывавший её экономическую выгоду для государства. Многие министры оспаривали расчёты Мельникова, однако решающее слово сказал Николай I: 1 (13) февраля 1842 года им был подписан указ о сооружении железной дороги Санкт-Петербург — Москва.
В 1862 году П. П. Мельников назначен главным управляющим путей сообщений. Его разработки легли в основу железнодорожного строительства на десятилетия, в том числе план соединения центральных губерний с Дальним Востоком.
В 1865 году генерал-лейтенант П. П. Мельников возглавил вновь учреждённое Министерство путей сообщения. За время его управления ведомством сеть российских железных дорог увеличилась на 7062 км. Он стал также автором первых в России технических условий проектирования станций.

### Другие инженерные проекты
Мельников является автором ряда уникальных проектов и научных трудов.
- 1835 год: выпустил книгу «О железных дорогах» — первое в России учебное пособие по железнодорожному транспорту.
- 1842—1851 годы: как автор проекта железной дороги Санкт-Петербург — Москва входил в специальный Комитет, учреждённый для строительства Николаевской железной дороги вместе с другими техническими руководителями и создателями проекта.
- 1857—1858 годы: работал над перестройкой шпиля на соборе Петропавловской крепости в Санкт-Петербурге — деревянные конструкции были заменены металлическими. Проект выполнялся совместно с архитектором К. А. Тоном, инженерами Д. И. Журавским, А. С. Рехневским.

На глубоком научном уровне Мельников занимался вопросами вагоностроения:
- сопротивление движению рельсовых экипажей с выводом формул для расчета этого сопротивления;
- разработка конструкции кузовов и рам вагонов;
- рекомендации по конструкции, размерам и материалам колес и осей колесных пар для вагонов, обращающихся с обычными и повышенными скоростями;
- устройство подшипников, применяемые для их изготовления материалы и технология механической обработки трущихся поверхностей;
- конструкция смазочных устройств в буксах, включая вид смазки и способы подачи её к трущимся частям;
- устройство ручного тормоза;
- обоснование и ограничение собственной массы вагона.

### Карьера и последние дни

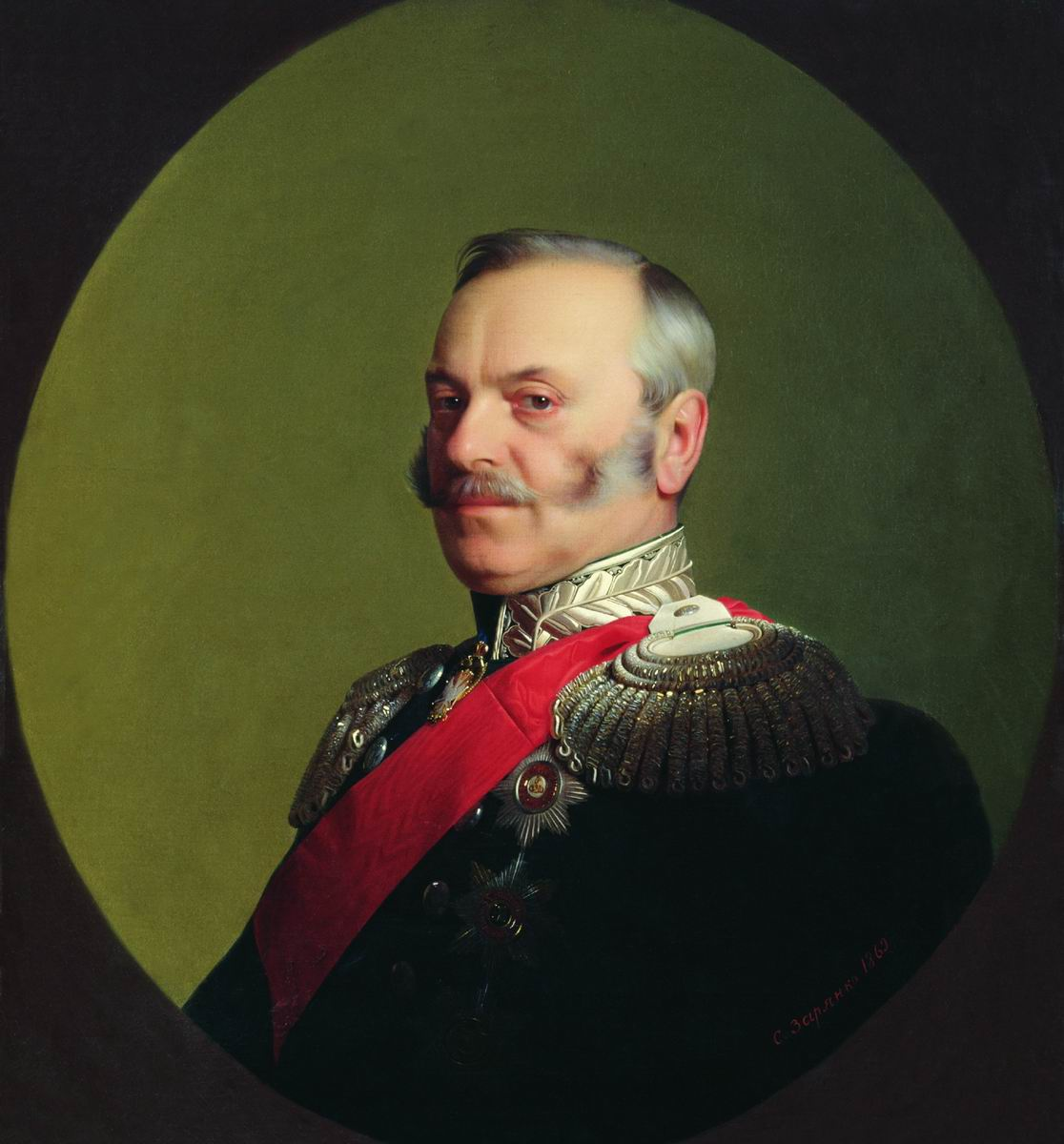
Портрет П. П. Мельникова работы Сергея Зарянко, 1869

- 25 апреля (7 мая) 1832 года Мельников был пожалован майором.
- С 6 (18) декабря 1837 года — подполковник.
- 6 (18) декабря 1841 года произведён в полковники.
- 4 (16) марта 1847 года пожалован в генерал-майоры.
- С 6 (18) января 1859 года — генерал-лейтенант.
- 20 апреля (2 мая) 1869 год произведён в инженер-генералы и уволен от должности министра (с оставлением членом Государственного совета и Комитета железных дорог).

В знак признания заслуг по случаю 50-летия государственной службы он был назначен в 1872 году членом Государственного совета, получил высочайший рескрипт, но это не изменило его решение жить жизнью частного человека, далекого от политики.
22 июля 1880 г. он скончался в своем имении в Любани Новгородского уезда и был похоронен в храме свв. Петра и Павла, построенном по его настоянию специально для железнодорожных служащих в 1867 году, по проекту архитекторов К. А. Тона и Ф. Н. Соболевского. По этой причине он неофициально считается одним из главных «железнодорожных» храмов.

### Строительство новых железных дорог за деньги от продажи Российско-Американской компании. Жизненное кредо П. П. Мельникова
Мельников принципиально считал, что железные дороги в России должны принадлежать государству «…дабы, — как было записано в Указе Николая, — удержать постоянно в руках правительства и на пользу общую сообщение, столь важное для всей промышленной и деятельной жизни государства».
Дальнейшим развитием идей П. П. Мельникова стало развитие отечественных металлургических предприятий. Это позволяло «освободиться от иностранной зависимости, и не приобретать из-за границы ценою нашего золота металлические изделия и машины в столь огромных количествах». Он призывал «возводить в России такие заводы, которые могли бы из русских металлов и русскими же рабочими специально заниматься приготовлением паровозов, тендеров, вагонов и других металлических принадлежностей».
Создавая отечественную железнодорожную отрасль, он думал и о её работниках: специальных учебных заведениях для железнодорожников, больницах, жилье для служащих. Среди служебных писем П. П. Мельникова находим и такую — «Записка о предупреждении притеснения рабочих при расчетах за работы земляного полотна в Cеверной дирекции Петербурго-Московской железной дороги 1846 года».

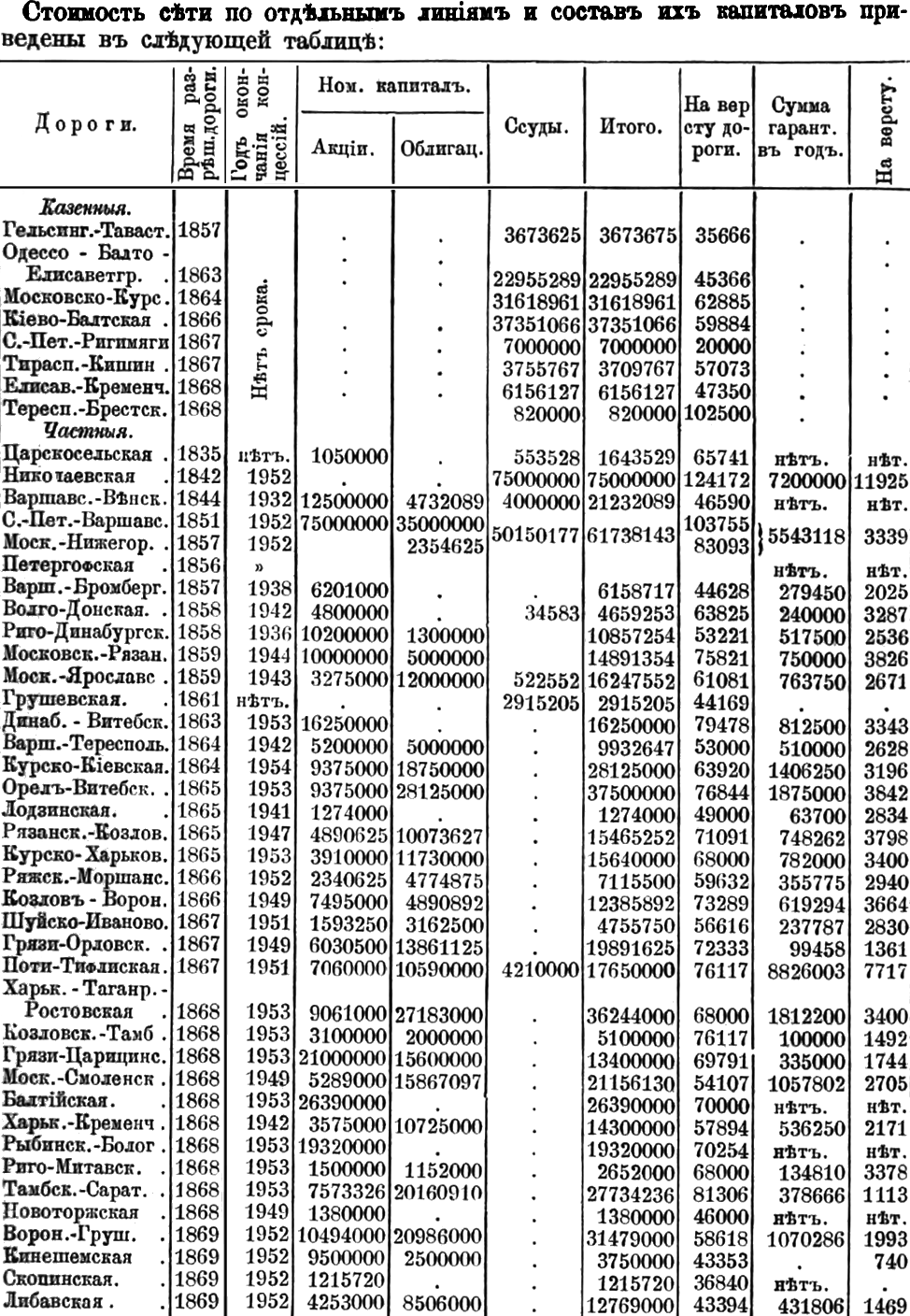
Источники финансирования железнодорожного строительства по состоянию на начало 1870 года

С момента назначения министром путей сообщения Мельникову пришлось вести неравную борьбу со сторонниками приватизации казённых железных дорог и строительства железнодорожной сети в России частным, преимущественно иностранным, капиталом. Такой путь давал хорошие «откаты», но делалось это за счёт государства. Этого не стыдились многие министры и даже родственники императора, на что сам император закрывал глаза, но для П. П. Мельникова это было неприемлемо. В это время военный министр Д. А. Милютин записал в своем дневнике: «Остается только дивиться, как самодержавный повелитель 80 миллионов людей может до такой степени быть чуждым обыкновенным, самым элементарным началам честности и бескорыстия».
Апофеозом этой политики стала сделка по продаже Аляски. На завершающем этапе этого тайного проекта её инициатором выступил младший брат Александра II, великий князь Константин Николаевич — его подпись стоит под предложением, направленном весной 1857 министру иностранных дел А. М. Горчакову. Ещё за пять лет до передачи США полуострова, а также Алеутских и других прилегающих островов (состоялась 6 (18) октября 1867 года в 15:30), Россия провозгласила гласность в отношении государственных финансов (бюджет стал публиковаться с 1862, а правила о поступлении государственных доходов введены с 1866). Тем не менее и сумма сделки по Аляске (7,2 млн долларов, что равно 14,4 млн рублей), и направление использования вырученных средств оставались засекреченными. Как следует из официальной статистики за 1871 год, источниками прироста доходов по росписи (как тогда назывался госбюджет) с 382,1 млн рублей в 1866 до 423,1 млн рублей в 1867 году было увеличение в 1867 году питейных сборов, а особенно подушного налога, который возрос в 1867 году на 38,7 %. На отсутствие в указанных суммах поступлений за Аляску косвенно указывает и то, что в следующем, 1868 году доходы бюджета остались на уровне 1867 (423,5 и 423,1 млн рублей соответственно). Позже в архивах министерства финансов была обнаружена сопроводительная записка следующего содержания:

«За уступленные Северо-Американским Штатам Российские владения в Северной Америке поступило от означенных Штатов 11 362 481 р. 94 [коп.]. Из числа 11 362 481 руб. 94 коп. израсходовано за границею на покупку принадлежностей для железных дорог: Курско-Киевской, Рязанско-Козловской, Московско-Рязанской и др. 10 972 238 р. 4 к. Остальные же 390 243 руб. 90 к. поступили наличными деньгами»— РГИА, Ф. 565. Оп. 3. Д. 17843. Л. 9
Этот документ проясняет масштабы потерь России уже после того, как США выписали чек на 7,2 млн долларов: после вычетов некоторых накладных расходов из расчётных 14,4 млн рублей осталось менее 11,4 млн, из которых почти 0,4 млн были обналичены и их дальнейшее использование не прослеживается. Однако и по оставшимся 11 млн рублей есть неясности. Как видно из официальных данных Военно-статистического ежегодника России за 1871 год, все железные дороги, перечисленные в минфиновской справке о расходовании денег за Аляску (Курско-Киевская, Рязанско-Козловская и Московско-Рязанская), были частными, причём ни одна из них до 1869 года включительно не получала государственной поддержки даже в форме ссуд Таким образом покупка, неких «принадлежностей» частных дорог за счёт казны видится не соответствующей ни их статуту, ни практике финансирования железнодорожного строительства в России в этот период. В любом случае сумма в 11 млн рублей крайне незначительна в сопоставлении с совокупным объёмом государственного участия в железнодорожном строительстве России (сумма только прямых ссуд на 1868 год составила 250,7 млн руб.). Даже если эти казённые 11 млн рублей и были истрачены получателями в трёх частных компаниях по прямому назначению, данный факт не позволяет считать «расходы на железнодорожное строительство в России» серьёзным оправданием продажи Аляски.
Устав бороться за сохранение государственных средств, Павел Петрович в 1869 году подал в отставку «по расстроенному здоровью» и поселился в небольшом приобретённом для себя имении Любань, в 85 км от Петербурга. За свою жизнь П. П. Мельников так и не обзавёлся семьёй, поэтому все средства потратил на благотворительность. В Любани он выстроил церковь, дом престарелых, школу для детей и интернат для сирот служащих Николаевской железной дороги и завещал все свои сбережения на содержание этих заведений.

## Награды
- Орден Святой Анны 3-й степени (01.06.1827)
- Орден Святого Владимира 4-й степени (07.12.1830)
- Орден Святого Станислава 2-й степени (27.02.1835)
- Орден Святой Анны 2-й степени (05.06.1836)
- Императорская корона к ордену Святой Анны 2-й степени (07.05.1839)
- Орден Святого Станислава 1-й степени (10.09.1850)
- Орден Святой Анны 1-й степени с императорской короной (30.08.1851)
- Орден Святого Владимира 2-й степени (18.03.1857)
- Орден Белого орла (04.04.1865)
- Орден Святого Александра Невского (30.08.1867)
- Бриллиантовые знаки к ордену Святого Александра Невского (28.10.1872)
- Знак отличия беспорочной службы]] за XV лет (22.08.1839)
- Знак отличия беспорочной службы за XX лет (22.08.1845)
- Знак отличия беспорочной службы за XXV лет (22.08.1850)
- Знак отличия беспорочной службы за XXX лет (22.08.1854)
- Знак отличия беспорочной службы за L лет (22.08.1875)

## Памятники

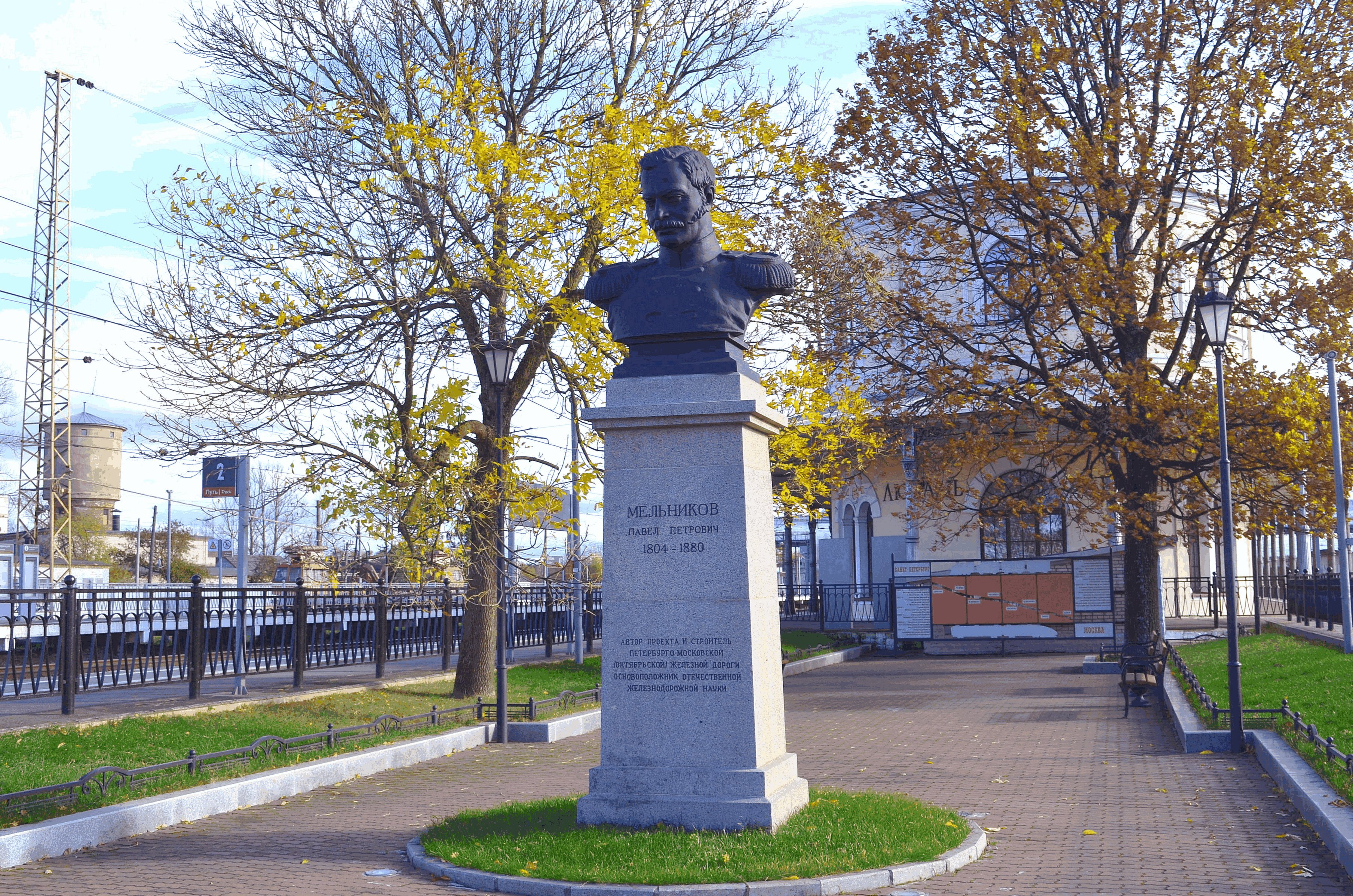
Бюст на станции Любань

- Бюст работы скульптора Д. М. Епифанова на станции Любань. В 1954 году в сквер у здания вокзала перенесли прах Мельникова, а 9 августа 1955 года был открыт бронзовый бюст П. П. Мельникова. В 2000 году прах возвратили в прежний склеп под храмом св. Петра и Павла в Любани, в котором с 1989 года возобновилось богослужение.
- В 2003 году установлен Памятник Павлу Мельникову в Москве на Комсомольской площади[11].
- 1 августа 2013 года в Москве был открыт памятник «Создателям российских железных дорог» у Казанского вокзала со статуей Мельникова среди фигур знаменитых деятелей железнодорожной отрасли России XIX века.
- Памятник-бюст в белорусском райцентре Шумилино. Установлен 20 ноября 2014 года[12].
- В городе Даугавпилс Латвия планируется на речном променаде установить памятник П. П. Мельникову в память создания им городской дамбы Динабурга[13][14][15].
- В честь юбилея открытия железной дороги выпустили орден с бюстом П. П. Мельникова